# قسم أشكنان الريفي
قسم أشكنان الريفي (بالفارسية: دهستان اشكنان) هو قسم ريفي في بلدة أشكنان، مقاطعة لامرد، محافظة فارس، إيران. وحسب إحصاء سنة 2006 كان عدد سكانها 3,813 نسمة.